# Johovica (Czarnogóra)
Johovica (cyr. Јоховица) – wieś w Czarnogórze, w gminie Petnjica. W 2011 roku liczyła 211 mieszkańców.